# 侯佑宗
侯佑宗（1909年—1992年），京劇鼓師，以在京劇音樂藝術上的成就在1989年成為台灣中華民國教育部民族藝術藝師，曾任台北中國文化大學、關渡國立藝術學院（現在的國立台北藝術大學）、板橋國立台灣藝術專科學校（現在的國立台灣藝術大學）教師，教授京劇司鼓藝術。
台灣行政院文化建設委員會1992年出版《侯佑宗的平劇鑼鼓》專書和音樂光盤，保存記錄他的藝術生活和音樂成就。
他的京劇司鼓學生有邱火榮、劉大鵬、高健國等。
顧正秋從民辦上海戲曲學校畢業後自組劇團（挑班）唱戲，在王燮元介紹下請他打鼓，就此擔任顧正秋劇團的鼓師，經過第1任琴師查長生時期和查離職後的王大寶（王克圖）時期，1940年代末，顧正秋劇團到台灣台北表演，不久中華人民共和國成立，全團就留在台北了。
顧正秋劇團解散後，他和王克圖參加中華民國陸軍京劇團隊陸光劇隊的音樂工作，1980年代後期，他致力在大專院校音樂科系傳承京劇司鼓藝術，演奏工作多交棒給培養很多年的弟子劉大鵬等。

## 外部連結
- 臺灣音樂群像 侯佑宗